# ماساهیرو ناکایی
ماساهیرو ناکایی (انگلیسی: Masahiro Nakai؛ زادهٔ ۱۸ اوت ۱۹۷۲ میلادی) یک موسیقی‌دان اهل ژاپن است.